# Précigné
Précigné ist eine französische Gemeinde mit 2.900 Einwohnern (Stand 1. Januar 2022) im Département Sarthe in der Region Pays de la Loire. Sie gehört zum Arrondissement La Flèche und ist Mitglied des Gemeindeverbands Communauté de communes du Pays Sabolien. Die Bewohner werden Précignéens und Précignéennes genannt.

## Geographie
Précigné liegt etwa 47 Kilometer südwestlich von Le Mans in der historischen Provinz Maine am linken Ufer der Sarthe, in die hier das Flüsschen Voutonne mit seinen Zuflüssen einmündet. Die Gemeinde befindet sich am südwestlichen Rand des Départements an der Grenze zu den benachbarten Départements Maine-et-Loire und Mayenne.
Umgeben wird die Gemeinde von den acht Nachbargemeinden:
| Pincé                                         | Courtillers                                 | Vion                 |
| Saint-Denis-d’Anjou (Mayenne)                 | Kompassrose, die auf Nachbargemeinden zeigt | Louailles            |
| Morannes sur Sarthe-Daumeray (Maine-et-Loire) | Notre-Dame-du-Pé                            | La Chapelle-d’Aligné |

## Bevölkerungsentwicklung
| Précigné: Einwohnerzahlen von 1793 bis 2016                                                                                | Précigné: Einwohnerzahlen von 1793 bis 2016 | Précigné: Einwohnerzahlen von 1793 bis 2016 | Précigné: Einwohnerzahlen von 1793 bis 2016 | Précigné: Einwohnerzahlen von 1793 bis 2016 |
| --- | ------------------------------------------- | ------------------------------------------- | ------------------------------------------- | ------------------------------------------- |
| Jahr |                                             |                                             |                                             | Einwohner                                   |
| 1793 | 1793                                        |                                             | 2.034                                       | 2.034                                       |
| 1800 | 1800                                        |                                             | 1.759                                       | 1.759                                       |
| 1806 | 1806                                        |                                             | 1.774                                       | 1.774                                       |
| 1821 | 1821                                        |                                             | 1.950                                       | 1.950                                       |
| 1831 | 1831                                        |                                             | 2.463                                       | 2.463                                       |
| 1836 | 1836                                        |                                             | 2.474                                       | 2.474                                       |
| 1841 | 1841                                        |                                             | 2.892                                       | 2.892                                       |
| 1846 | 1846                                        |                                             | 2.956                                       | 2.956                                       |
| 1851 | 1851                                        |                                             | 3.053                                       | 3.053                                       |
| 1856 | 1856                                        |                                             | 3.006                                       | 3.006                                       |
| 1861 | 1861                                        |                                             | 2.947                                       | 2.947                                       |
| 1866 | 1866                                        |                                             | 2.922                                       | 2.922                                       |
| 1872 | 1872                                        |                                             | 2.682                                       | 2.682                                       |
| 1876 | 1876                                        |                                             | 2.697                                       | 2.697                                       |
| 1881 | 1881                                        |                                             | 2.700                                       | 2.700                                       |
| 1886 | 1886                                        |                                             | 2.625                                       | 2.625                                       |
| 1891 | 1891                                        |                                             | 2.587                                       | 2.587                                       |
| 1896 | 1896                                        |                                             | 2.495                                       | 2.495                                       |
| 1901 | 1901                                        |                                             | 2.357                                       | 2.357                                       |
| 1906 | 1906                                        |                                             | 2.350                                       | 2.350                                       |
| 1911 | 1911                                        |                                             | 2.198                                       | 2.198                                       |
| 1921 | 1921                                        |                                             | 1.992                                       | 1.992                                       |
| 1926 | 1926                                        |                                             | 2.037                                       | 2.037                                       |
| 1931 | 1931                                        |                                             | 2.046                                       | 2.046                                       |
| 1936 | 1936                                        |                                             | 2.146                                       | 2.146                                       |
| 1946 | 1946                                        |                                             | 2.537                                       | 2.537                                       |
| 1954 | 1954                                        |                                             | 2.561                                       | 2.561                                       |
| 1962 | 1962                                        |                                             | 2.376                                       | 2.376                                       |
| 1968 | 1968                                        |                                             | 2.145                                       | 2.145                                       |
| 1975 | 1975                                        |                                             | 2.111                                       | 2.111                                       |
| 1982 | 1982                                        |                                             | 2.110                                       | 2.110                                       |
| 1990 | 1990                                        |                                             | 2.299                                       | 2.299                                       |
| 1999 | 1999                                        |                                             | 2.645                                       | 2.645                                       |
| 2006 | 2006                                        |                                             | 2.841                                       | 2.841                                       |
| 2011 | 2011                                        |                                             | 3.106                                       | 3.106                                       |
| 2016 | 2016                                        |                                             | 2.981                                       | 2.981                                       |
| Quelle(n): EHESS/Cassini bis 1999, INSEE ab 2006 Anmerkung(en): Ab 1962 offizielle Zahlen ohne Einwohner mit Zweitwohnsitz |                                             |                                             |                                             |                                             |

## Sehenswürdigkeiten
- Pfarrkirche Saint-Pierre. Das Langhaus und der Glockenturm wurden im 12. Jahrhundert errichtet, der Chor im 13. Jahrhundert, Langhaus und Querschiff wurden gegen 1842 umgestaltet. Im Jahre 1900 zerstörte ein Feuer teilweise Langhaus und Querschiff. Das Langhaus wurde in den folgenden Jahren neu errichtet. Der Chor ist seit 1926 als Monument historique einschrieben. Zur Ausstattung der Kirche gehören zahlreiche Objekte, die in der Base Palissy gelistet sind.
- Kapelle Saint-Ménelé mit Chor und Stützpfeilern aus dem 12. und 13. Jahrhundert, Langhaus aus dem 18. Jahrhundert
- Schloss Bois-Dauphin mit Ursprüngen aus dem 15. Jahrhundert. Von dieser Epoche sind Eingang und eine Treppe übrig geblieben. Die meisten Teile des heutigen Gebäudes stammen aus dem 19. Jahrhundert.
- Schloss Saint-Jean-Baptiste. Das erste Wohngebäude wurde im 13. oder 14. Jahrhundert erbaut, weitere Gebäude im 15. oder 16. Jahrhundert. Abbruch von weiten Teilen des Gebäudes zwischen 1710 und 1828 und Errichtung eines neuen Wohngebäudes, das gegen 1865 erweitert wurde.
- Ehemalige Abtei der Prämonstratenser aus dem 17. und 18. Jahrhundert, seit 1983 in Teilen als Monument historique klassifiziert, in weiteren Teilen eingeschrieben
- Herrenhaus La Belle Hoirie aus dem 19. Jahrhundert mit Landschaftsgarten und Taubenschlag
- Herrenhaus Poillé
- Herrenhaus La Tigrenière aus dem 16. Jahrhundert, heute Vermietung von Gästezimmern
- Herrenhaus Sourches, heute Bauernhof. Das Wohnhaus wurde im 15. oder 16. Jahrhundert errichtet, im 18. Jahrhundert umgestaltet
- Ehemalige Windmühle in Le Moulin-de-la-Vairie aus dem 18. Jahrhundert

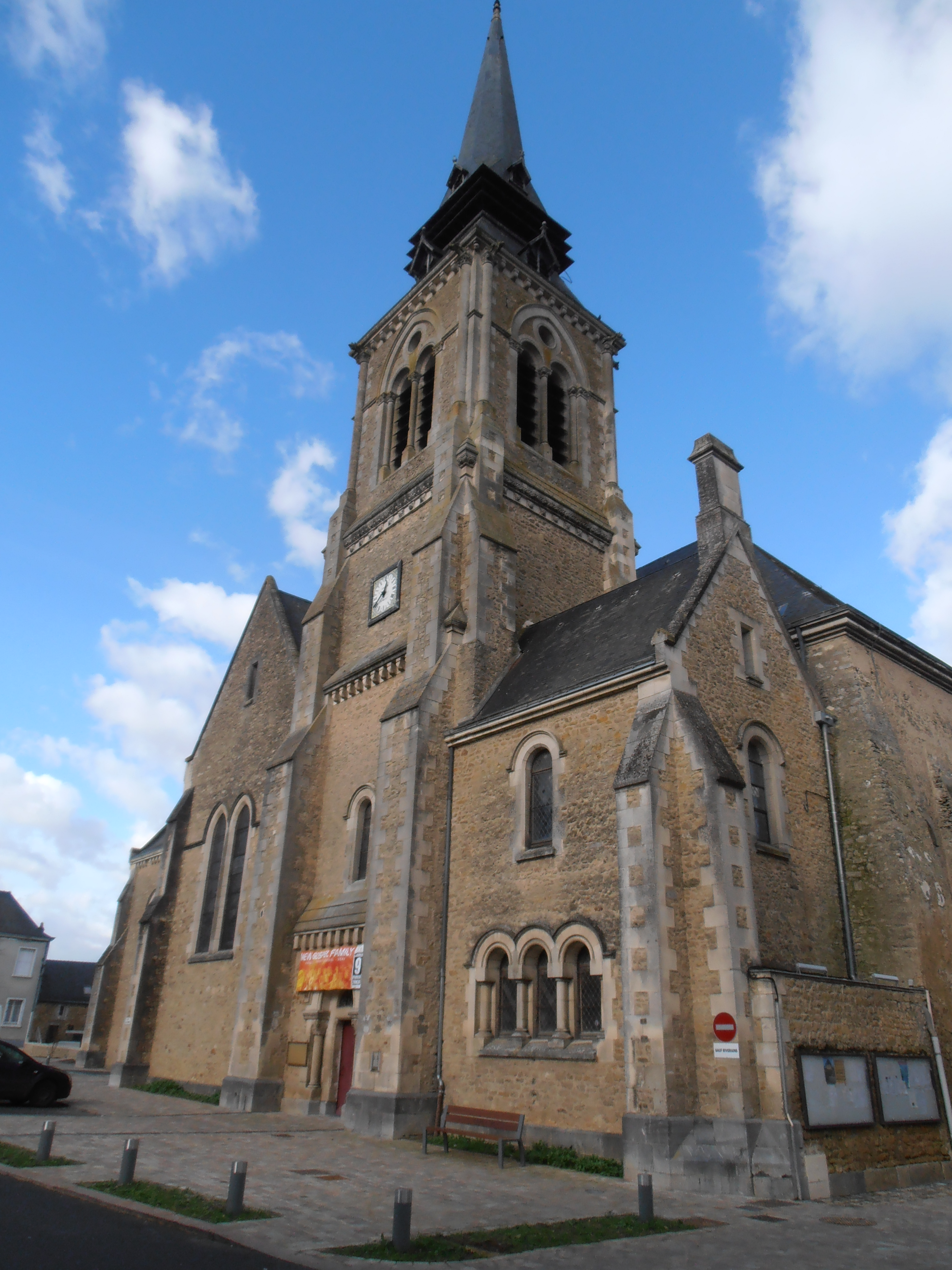
Pfarrkirche Saint-Pierre
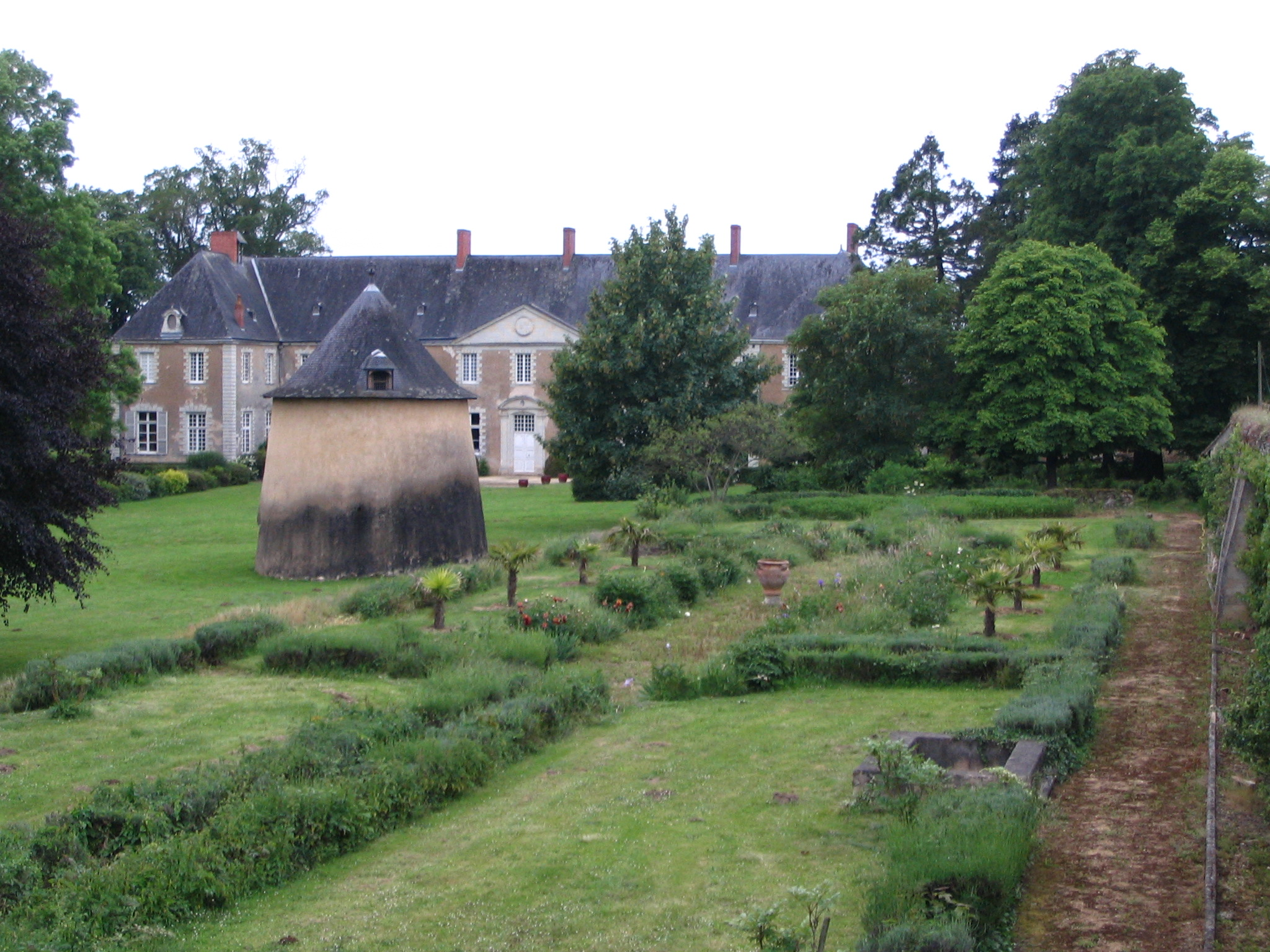
Ehemalige Abtei der Prämonstratenser
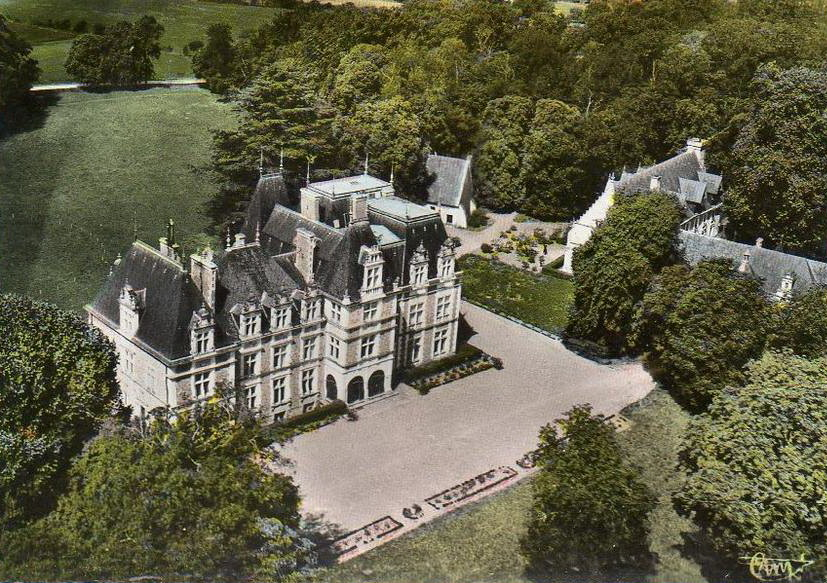
Schloss Bois-Dauphin
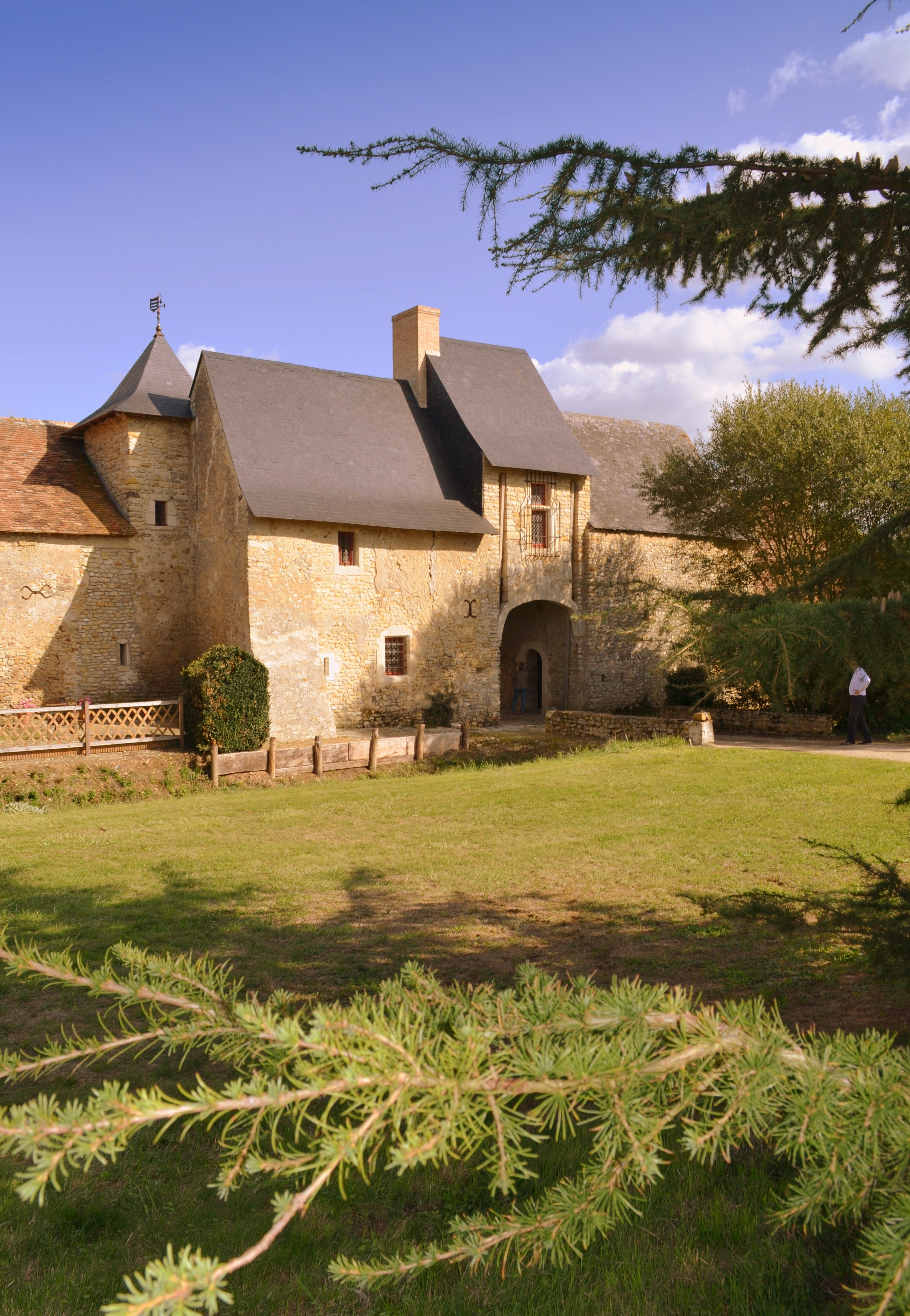
Herrenhaus Sourche

## Gemeindepartnerschaft
Précigné unterhält eine Partnerschaft mit Wewelsburg, einem Stadtteil von Büren in Nordrhein-Westfalen.